# US-amerikanischer Film
Die Geschichte des US-amerikanischen Films ist ein Kapitel der Filmgeschichte, das gerade wegen der hervorgehobenen Stellung der Vereinigten Staaten als Filmnation sowohl für die Filmkunst als auch für die Ökonomie des Films relevant ist. Weltruhm erlangte Hollywood, ein Stadtteil von Los Angeles, als Zentrum der US-amerikanischen Filmindustrie, weshalb der Name oft auch als Synonym für die gesamte amerikanische Film-Branche steht. Synonym für Hollywoods Filmindustrie wird wiederum der Begriff Traumfabrik (englisch Dreamfactory) verwendet.

## Der Aufbau des Filmmarktes (1910 bis 1918)

### Internationale Entwicklung
Bis 1912 konzentrierten sich die US-amerikanischen Filmunternehmen auf den inneramerikanischen Filmwettbewerb. Erst danach stieg ihr Einfluss auf dem Weltmarkt. Und zwar so rapide, dass sie bereits 1914, zu Beginn des Ersten Weltkriegs, die Hälfte der Welt-Filmproduktion stellten.
Der harte Wettkampf zwischen dem Edison Trust und den von Carl Laemmle angeführten „Independents“ hatte wirksame Instrumente geschaffen, die, am nationalen Konkurrenten erprobt und verfeinert, nun mit zunehmender Härte die internationalen Mitbewerber trafen. Dennoch war die Vormachtstellung Hollywoods längst nicht unangreifbar, erst eine politische Entwicklung verschaffte ihr die nötige Ruhe zur Restrukturierung: Der Krieg in Europa.
Die französische Filmproduktion, Hauptkonkurrent der US-Amerikaner, kam mit dem Ausbruch des Krieges sofort und vollständig zum Erliegen, denn Pathé wandelte seine Rohfilm-Fabrik in eine Munitionsfabrik um und seine Studios in Kasernen. Ähnlich, und doch weniger extrem, brach die italienische Produktion beim Kriegseintritt des Landes 1916 ein.
Nachdem absehbar war, dass der Krieg sehr lange dauern konnte, bemühten sich die Franzosen, wieder ins Geschäft zu kommen. Die Position, die sie vor Ausbruch des Krieges innehatten, erreichten sie nicht mehr. Zudem beschloss das Deutsche Reich 1916 das generelle Filmeinfuhrverbot, was die europäischen Filmnationen ihres wichtigsten Absatzmarktes beraubte. Auch der Export nach Übersee gestaltete sich zunehmend schwierig, denn die Militärs beanspruchten viele Transportkapazitäten für sich. Außerdem führten deutsche U-Boote und kleinere Kreuzer einen Handelskrieg gegen die Entente-Mächte, wobei auch zivile Frachter versenkt wurden, da man die Entente verdächtigte, sie für Waffenlieferungen zu missbrauchen (z. B. die Versenkung der Lusitania).

### Nationale Entwicklung
Die Macht der Motion Picture Patents Company (MPPC) war 1914 bereits weitgehend gebrochen, die später folgenden Gerichtsurteile waren nur noch Formalitäten. Sowohl die nationale als auch die internationale Konkurrenz der Independents waren also ausgeschaltet. Die US-Filmwirtschaft verlor zwar einen Teil des europäischen Absatzmarktes, doch der Bedarf an frischen Filmen innerhalb der Vereinigten Staaten war höher als in ganz Europa zusammen, so gab es beispielsweise 1916 bereits ca. 28.000 Kinos in ganz Amerika.
Auch in der übrigen Welt nahmen die Hollywood-Unternehmen eine dominierende Stellung ein, sie stellten zum Beispiel einen Großteil der in Australien und Südamerika gezeigten Filme, die ab ca. 1916 direkt vertrieben wurden (früher war es üblich, an lokale Zwischenhändler zu verkaufen).

### Oligopolisierung
Nach Robert C. Allen und Douglas Gomery basiert der freie Wettbewerb zwischen Unternehmen auf vier Punkten:
1. Der Austauschbarkeit der Produkte
2. Dem geringen Marktanteil der einzelnen Unternehmen
3. Dem Fehlen von Wettbewerbshemmnissen
4. Der Mobilität der Ressourcen

### Das Oligopol der MPPC
Der erste Versuch, den freien Wettbewerb zu zerstören und ein Oligopol zu bilden, wurde mittels der Patente betrieben. MPPC versuchte, den Zugang fremder Unternehmen zu behindern, indem sie diesen durch Lizenzgebühren den Wettbewerb erschwerte. Um das System durchzusetzen, sollte zudem eine hohe Marktdurchdringung erfolgen. Auf ihrem Höhepunkt kontrollierte die MPPC via Lizenz den Großteil der Kinos. Auch der Zugang zu Filmmaterial war nicht ohne Lizenz möglich, da Eastman Kodak einen Exklusivvertrag mit der MPPC geschlossen hatte.
Der Edison-Trust attackierte also vor allem die Punkte 2–4. Das System scheiterte endgültig mit der Annullierung der Edison-Patente durch den Obersten Gerichtshof der Vereinigten Staaten, sein Niedergang jedoch hatte schon wesentlich früher begonnen.

### Reaktionen der „Independents“
Den freien Zugang zum Filmmaterial erlangten die Independents durch den Bau eigener Kameras und durch die Aufhebung des Patents auf Rohfilme 1912. Und um mit dem Trust konkurrieren zu können, begannen sie, ihre Filme von denen der MPPC unterscheidbar zu machen. Hierbei entstanden der Feature Film und das „Starsystem“.
Die MPPC war zwar nicht blind gegenüber diesen Neuerungen, auch sie drehte Feature Films, durch ihre Struktur und vor allem durch ihre Kundenstruktur, war sie dennoch nicht in der Lage, mit diesen neuen Instrumenten zu experimentieren. Der Trust wollte Massenware verkaufen um eine bestimmte Marge zu erwirtschaften. Teure Stars hätten nur die Kosten hochgetrieben, und Feature Films bargen ein nicht zu unterschätzendes Risiko, für das die Kunden des Trusts nicht aufkommen wollten. So konnten die „Independents“ den ersten Punkt des freien Wettbewerbs unterhöhlen und einzigartige Filmerlebnisse statt austauschbarer Produkte bieten, was dem Publikumsinteresse deutlich entgegenkam und vor allem finanzkräftigere Mittelschichten erschloss.
Der Feature Film kommt ca. 1909 auf und wird nur von den Independents ernsthaft weiterentwickelt, beispielsweise von Famous Players, die später nur noch Features produzieren. Famous Players sind auch die erste Gesellschaft, die das Starsystem konsequent nutzt, nach früheren Versuchen, z. B. von I.M.P.

### Distribution
Durch die oben genannten Schritte schaffen es die Independents, sich eine Position im Markt zu sichern und immer weiter auszubauen. Für nationales und internationales Wachstum fehlen ihnen effiziente Strukturen, zum Beispiel in der Distribution. Noch bis in die Mitte der 1910er Jahre hält sich das alte States-Rights-System, in dem der Produzent lokale Franchise-Rechte seines Films an einen Distributor verkauft, der diese dann innerhalb seines festgelegten Gebiets an Kinos weiter verleiht.
Diese Situation ändert sich erstmals 1914 mit der Fusion von elf regionalen Distributoren zu Paramount, die als erste landesweite Rechte handelt. Durch ihre schiere Größe kann das Unternehmen wesentlich kosteneffizienter arbeiten als die Mitbewerber, ganz abgesehen davon, dass dieses System auch für die Produktionsgesellschaft erhebliche Vorteile mit sich bringt. Das alte System kommt bis 1918 zum Erliegen.

### Vertikale Integration
Kurz nach ihrer Gründung schließt Paramount Fünfjahresverträge mit Famous Players, Lasky und Bosworth ab, die später auf 25 Jahre verlängert werden. Hier zeichnet sich ein Trend ab, der 1914 zunehmend an Bedeutung gewinnt: Die Verflechtung der bisher getrennten Bereiche Distribution, Produktion und Vorführung, ein Phänomen, das in der Fachliteratur als Vertikale Integration bezeichnet wird. Die Bindung durch die Fünfjahresverträge ist vorteilhaft für alle Beteiligten: Jeder profitiert vom Erfolg des anderen. Wenn das Lasky-Programm sehr gut ist, wird das Paramount-Sortiment von mehr Kinos gekauft, wovon auch Famous Players und Bosworth profitieren, da ihr Programm so auch eine größere Verbreitung findet. Die Kooperation führt dann auch, zwei Jahre später, zur Fusion der genannten und noch einiger weiterer Unternehmen.
Doch es lassen sich durchaus auch frühere Beispiele für vertikale Integration finden. So sind 1912 unter dem Namen Universal erstmals alle drei Bereiche des Filmbusiness vereint. Es fehlte allerdings eine große First-Run-Kinokette. Dennoch schien der Branche die Fusion so bedrohlich, dass die Gründung von Mutual eine direkte Gegenmaßnahme darstellen sollte. Auch hier fanden sich viele Unternehmen unter einem Dach zusammen, denen es explizit nur um Distribution und Produktion ging.
Auch William Fox besitzt 1913 ein Distributions- und ein Produktionsunternehmen, die allerdings erst später zusammengeführt werden. Von Seiten der Kinokettenbesitzer ist zunächst wenig zu hören, erst 1915 schließen sich drei große Ketten, Rowland, Clarke und Mayer, zur Metro Pictures Corporation zusammen, einer Produktionsgesellschaft.

### Komplette Vertikale Integration
Die wirklich große Reaktion der Kinobesitzer kam erst 1917. Zu diesem Zeitpunkt war die fusionierte Paramount zur dominanten Gesellschaft geworden, die ihre Filme mittels Block-Booking vertrieb. Das hieß, um einen Film mit einem Star vom Kaliber einer Mary Pickford zu bekommen, musste man ein komplettes Paket erwerben, dessen große Mehrheit bestenfalls als durchschnittlich zu bezeichnen war. Andererseits konnte man dem Kauf der Pakete schlecht entgehen, wenn man nicht sein Publikum an ein anderes Kino verlieren wollte, das ebendiesen Mary-Pickford-Film zeigte.
Um dieses System zu durchbrechen, schlossen sich 26 der größten nationalen First-Run-Kinokettenbesitzer zum First National Exhibitors Circuit zusammen. Mit ihrer erheblichen Kaufkraft wollten sie gemeinsame Einkäufe tätigen und auch distribuieren. Zuerst war es das Ziel, Stars zu kaufen, ihre Filme zu finanzieren und im Gegenzug das Aufführungsrecht zu erwerben sowie das Recht, die entstandenen Filme regional weiter zu verleihen.
Sehr bald kam auch eine eigene Produktion dazu. Zwischen 1917 und 1918 nahm First National Charlie Chaplin und Mary Pickford für jeweils eine Million Dollars unter Vertrag. Beide erhielten vollständige künstlerische Freiheit. First National kontrollierte zu diesem Zeitpunkt bereits ca. 600 Kinos, 200 davon Erstaufführungshäuser.
Aus den First-Run-Kinos stammten bis zu 50 Prozent der Einnahmen der Produzenten, außerdem waren Kinos die verlässlichsten Geldverdiener im recht unsteten Filmgeschäft, da das Betreiberrisiko viel geringer war als beispielsweise in der Produktion. Darüber hinaus entschied der Erfolg in den First-Runs über eine lukrative Distribution.
Wenn Paramount also seine Abnehmer und sein Publikum nicht verlieren wollte, musste ein Gegenschlag erfolgen. Also stieg die Gesellschaft, mit finanzieller Unterstützung des Bankhauses Kuhn, Loeb & Co., ins Geschäft mit den Kinos ein, anfangs mit einer Summe von 10 Millionen Dollar. Somit wurde Paramount der erste vollintegrierte, oder komplett vertikal integrierte Filmkonzern.

### Das zweite Oligopol
So wurden aus den alten Independents die Inhaber des zweiten Oligopols. Am Ende der 1910er Jahre war der erste Punkt des freien Wettbewerbs durch das Starsystem und Feature-Filme außer Kraft gesetzt, der zweite Punkt durch die schiere Größe der Unternehmen: Weniger als zehn Unternehmen kontrollierten über 50 Prozent des Marktes. Durch die Vereinigung der Distribution und durch den beginnenden Kampf um die Kinos waren auch die letzten beiden Bedingungen für einen funktionierenden Wettbewerb ausgehebelt.
Ein neues Unternehmen konnte weder einen genügenden Zugang zu den Kinos noch Zugriff auf die Stars, also auf die essentiellen Ressourcen der Filmproduktion erhalten. Auch waren die Produktionskosten stark gestiegen. Zwischen 50.000 und 100.000 US-Dollar pro Film waren normal, nach oben gab es keine Beschränkungen. Ein Großteil dieses Geldes floss in die Taschen der Stars, der Rest wurde in bessere Ausstattung investiert, eine weitere Hürde für Neueinsteiger.
Um dem Trend zu höheren Gagen entgegenzuwirken, und um, wie später in einer Anhörung des Obersten Gerichtshofs bekannt wurde, ein Monopol zu errichten, planten First National und Paramount eine Fusion im Wert von 40 Millionen US-Dollar. Es war geplant, mit jedem bedeutenden Kinobesitzer in den Vereinigten Staaten einen Fünf-Jahres-Vertrag abzuschließen. Die Stars hätten dann keine Grundlage mehr für irgendwelche Forderungen gehabt.

### United Artists
Die Pläne zu diesem Merger wurden von einem Privatdetektiv aufgedeckt, der im Auftrag von Charlie Chaplin, Mary Pickford, Douglas Fairbanks und D. W. Griffith herausfinden sollte, warum weder First National noch Paramount ihre Verträge verlängerte. Natürlich waren sie entsetzt über solche Aussichten und beschlossen, dem entgegenzuwirken, indem sie ihr eigenes Unternehmen gründeten.
1919 entstand United Artists als Gesellschaft für den Filmvertrieb. Finanziert wurde das Unternehmen durch die Morgan-Gruppe sowie durch eine Einlage von 100.000 US-Dollar für Vorzugs-Anteilscheine durch die Eigentümer. Daneben existierten auch normale Anteilscheine, bei deren Weiterverkauf United Artists ein Vorkaufsrecht hatte.
Die Gesellschaft hatte keine eigenen Studios, sondern nutzte die Studios seiner Mitglieder. Sie war errichtet worden als reine Dienstleistungsgesellschaft, die nicht auf Rendite arbeiten sollte, sondern den Besitzern größtmögliche Autonomie und Profite aus dem Geschäft mit ihren Filmen einräumte. Es gab kein Block-Booking, jeder Film wurde individuell vertrieben und musste allein durch seine künstlerischen Qualitäten überzeugen. Die Verleihgebühren der United Artists lagen deutlich unter denen von First National und Paramount, stellten also eine erhebliche Bedrohung für die marktbeherrschende Stellung der beiden dar.

### Der Kampf um die Kinos
Die Fusion der beiden Giganten war auch gescheitert, weil ihr wichtigstes Kapital, die Stars, sich auf und davon gemacht hatte. First National war also immer noch Konkurrent Paramounts, und die United Artists mit ihren qualitativ sehr hochwertigen Filmen und ihrer enormen Beliebtheit brachten das Unternehmen weiter in Bedrängnis. Also versuchte Paramount das, was man heute eine feindliche Übernahme nennen würde: Stück für Stück wurden die in der First National zusammengeschlossenen Kinoketten aufgekauft.
Auch andere Unternehmen versuchten nun, Kontrolle über die Erstaufführungshäuser zu erlangen, sogar United Artists sah sich später, 1924, mangels Abnehmern gezwungen, eine eigene Kette zu gründen. Wie auch schon in der Vergangenheit, wurden die Kämpfe um die Kinos mit harten Bandagen ausgetragen, vor allem Paramounts „dynamite gang“, auch „wrecking crew“ genannt, wurde ihrem Ruf gerecht. Eine weit verbreitete Methode, Kinos an sich zu binden, war das Blocksystem.

## Zwischen Erstem Weltkrieg und dem Ende der Stummfilmzeit (1918 bis etwa 1930)

### Dominanz des Weltmarktes
Seit 1917 begannen US-amerikanische Unternehmen, ihre Gewinne auf der Basis von in- und ausländischen Verkäufen zu schätzen. Aus dieser Gewinnschätzung ergab sich das Budget der Produktion, das dadurch erhöht wurde, was für die ausländische Konkurrenz doppelt schlecht war. Die Produktionskosten eines Filmes wurden in den Vereinigten Staaten amortisiert, und später wurden die Filme billig im Ausland angeboten, wodurch die internationale Konkurrenz nicht mehr mithalten konnte.
US-amerikanische Filme galten als qualitativ besser und waren im Erwerb trotzdem günstiger als z. B. deutsche Produktionen. Auch waren die Infrastruktur und die Rationalisierung der Produktionsabläufe nirgends so weit gediehen wie in Hollywood, ein Resultat auch des wachsenden Einflusses der Banken.
Als der Erste Weltkrieg vorbei war, und die Menschen in den bislang abgeschnittenen Ländern wie Deutschland oder Österreich erstmals wieder Hollywood-Produktionen zu sehen bekamen, erlebten sie einen wahren Quantensprung in der Qualität. Die führenden europäischen Filmproduktionsländer, deren isolierte Filmindustrien fünf Jahre lang unter dem Ersten Weltkrieg gelitten hatten, und zudem mit viel geringeren Budgets zu kämpfen hatten, konnten der Konkurrenz aus den Vereinigten Staaten nur noch wenig entgegensetzen. Bis 1927 erhöhte sich der Anteil der amerikanischen Filmproduktion an der Weltfilmproduktion auf nahezu 90 %, was zu Beginn der 1920er Jahre die Filmwirtschaft in England, Frankreich, Italien, Deutschland und Österreich schwer in Bedrängnis brachte und die dortige Filmproduktion stark zurückgehen ließ. Zahlreiche europäische Filmproduktionsgesellschaften mussten schließen. 1925 wurden alleine nach Österreich 1200 US-Produktionen exportiert, obwohl der Bedarf der dortigen Kinos auf lediglich rund 350 geschätzt wurde. In vielen Ländern wurden Filmkontingente eingeführt, die die erlaubte Anzahl an Filmimporten aus den Vereinigten Staaten regelten.
Da rund 45 % der Gewinne zu dieser Zeit aus Europa kamen, wurden die Restriktionen in Europa von den amerikanischen Filmmagnaten mit Argwohn betrachtet. Zumeist erfolglos wurde gegen Einfuhrbeschränkungen Lobbying betrieben. In Ungarn jedoch wurden die geplanten Einfuhrbeschränkungen nicht eingeführt, nachdem die US-amerikanische Filmindustrie den ungarischen Behörden damit gedroht hatte, keine Filme mehr in Ungarn zu zeigen.

### Filmwirtschaftliche Situation
1927 waren nach Zahlen des US-Handelsdepartements beim amerikanischen Film 350.000 Personen beschäftigt. Zur Filmproduktion wurden rund 500.000 Kilometer Filmband verbraucht, wofür mehr Silber benötigt wurde, als der Umlauf an Silbermünzen in den Vereinigten Staaten ausmachte. Es wurden Filme im Ausmaß von 75.000 Kilometer Filmband und einem damaligen Wert von rund 320 Millionen Mark exportiert. Ende des Jahres 1927 zählten die Vereinigten Staaten 21.642 Kinos, die in jenem Jahr insgesamt 3 Milliarden Mal besucht wurden, was wiederum einen Erlös aus dem Eintrittsgeld von rund 2,5 Milliarden Dollar ergab.
Während Amerika den weltweiten Filmmarkt fast ohne nennenswerte Konkurrenz dominierte, hatten ausländische Produktionen am US-Markt kaum eine Chance. Spielten in manchen Ländern jährlich bis zu 1000 oder mehr US-Filmproduktionen in den Kinos, liefen in den gesamten Vereinigten Staaten im Jahr 1927 nur 65 ausländische Filme, davon 38 aus Deutschland, neun aus England, sechs aus Frankreich, vier aus Russland, je zwei aus Österreich und Italien und je einer aus China und Polen. Selbst diese Filme waren zumeist nur wenig verbreitet und liefen fast ausschließlich auf so genannten Filmkunstbühnen.

## Frühe Tonfilmära bis Ende des Zweiten Weltkriegs
Ab 1933, verstärkt jedoch ab Beginn des Zweiten Weltkriegs und der Ausbreitung des Deutschen Reichs auf immer weitere Teile Europas, setzte eine Emigrationswelle von zumeist jüdischen Filmschaffenden aus Europa ein. Waren deren Auswanderungsziele zu Beginn noch häufig europäische Städte mit Filmindustrie wie Wien, Paris oder London, kristallisierte sich bald die aufstrebende Filmindustrie Hollywoods als begehrtestes und vielversprechendstes Ziel der Emigranten heraus – verstärkt durch gezieltes Anwerben europäischer Filmgrößen durch Hollywood-Studiobosse.
Von den etwa 2000 jüdischen Filmschaffenden, die im Deutschen Reich keine Arbeit mehr fanden und auswandern mussten, fanden sich letztendlich rund 800 in Hollywood wieder – darunter fast die gesamte Elite des deutschsprachigen Filmschaffens dieser Zeit. Vielen gelang dort eine ruhmvolle Karriere, viele, vor allem jene, die 1938 und noch später ohne Arbeitsangebot in Hollywood ankamen, konnten nicht mehr an ihre bisherige Karriere anschließen und kamen nur in schlecht bezahlten und unbedeutenden Positionen unter oder mussten nach einer Weile gar das Filmgeschäft aufgeben. Statt der bisher aus Berlin und Wien gewohnten Kaffeehäuser, wo man sich einst regelmäßig traf, wurden nun große Appartements und Villen von in Hollywood erfolgreichen Emigranten neue Treffpunkte. Beliebte Treffpunkte der Film- und Theaterschaffenden waren die Adressen von Henry Koster, Paul Henreid, Ernst Deutsch-Dryden, Paul Kohner und später auch von Sam Spiegel. Die literarische Emigration, inklusive Drehbuchautoren, traf sich häufig bei Salka Viertel und bei Brecht.

## Nach dem Zweiten Weltkrieg
| 1975 | 258 |
| 1985 | 356 |
| 1995 | 631 |
| 2005 | 699 |

### Das Ende des Studio-Systems
Das sogenannte goldene Zeitalter Hollywoods, in dem die Filmindustrie von acht Studios beherrscht wurde, endete bald nach dem Zweiten Weltkrieg. Ein Grund war das sogenannte Paramount-Urteil des Supreme Court 1948. Es besagte, dass die Studios sich von ihren Kinoketten trennen mussten, was das Ende der vertikalen Integration und der Blockbuchungen bedeutete. Auch die Zweiteilung der Produktion in Prestige- und B-Filme fand damit ein Ende. Die Künstler waren nicht mehr an die Studios gebunden und die Herstellung der Filme wurde nun an unabhängige Produzenten ausgelagert. Dies ermöglichte Regisseuren, die im Studio-System nur wenige Handlungsspielräume besaßen, größeren kreativen Einfluss auf ihr Werk. Einige von ihnen, wie Alfred Hitchcock oder Howard Hawks, wurden von der französischen Filmkritik daher bald als Auteure ihrer Filme bezeichnet. Die Studios erholten sich von diesen Umwälzungen nur schwer und mussten entweder schließen (wie RKO) oder wurden von Magnaten oder Großkonzernen übernommen.

### Neue Vorführstätten und Vertriebskanäle
Nicht nur juristische Entscheidungen führten zu einer Krise der Filmindustrie. Ab den späten 1940er Jahren sanken die Zuschauerzahlen rapide, was unter anderem die Abwanderung der Zielgruppe in die Vorstädte und die Konkurrenz des Fernsehens als Ursache hatte. Ein Versuch, das Publikum weiterhin zu erreichen, war das Verlegen der Kinos aus den Stadtzentren in die Peripherie. In den 1950er Jahren wurden tausende Autokinos errichtet, deren Besucherzahlen 1956 erstmals die von herkömmlichen Kinos überstiegen. In den sich in den 1960er Jahren etablierenden Einkaufszentren wurden außerdem Multiplexe mit fünf oder mehr Leinwänden errichtet.
Da diese Maßnahmen die sinkenden Einnahmen im Inland nicht ausreichend ausgleichen konnten, gewann der Vertrieb in ausländischen Märkten zunehmend an Bedeutung.
Nachdem die Studios jahrelang das Fernsehen boykottiert und sich geweigert hatten, Filme zur Ausstrahlung freizugeben, verkaufte RKO schließlich 1954 sein gesamtes Filmarchiv ans Fernsehen und erzielte damit Millionengewinne. Die anderen Filmproduktionsgesellschaften zogen bald nach. Ab 1955 begannen sie, auch selbst Fernsehprogramme zu produzieren, sodass Hollywood bald New York als Zentrum der Fernsehproduktion abgelöst hatte.

### Weiterentwicklungen in der Bild- und Tontechnik
Ein weiterer Versuch der Filmindustrie, den Zuschauerschwund zu bekämpfen, war der Einsatz neuer Technologien, um ein spektakuläreres und immersiveres Filmerlebnis zu schaffen, als das Fernsehen es bieten konnte. Nicht zuletzt dank der juristisch beendeten Monopolstellung von Technicolor wurden bereits 1955 mehr als die Hälfte aller Hollywoodfilme in Farbe produziert, seit Anfang der 60er Jahre waren es nahezu alle. Die 3D-Technik war bereits in den 1920er Jahren bekannt und erlebte von Ende 1952 bis Frühjahr 1954 eine kurze Renaissance, konnte sich jedoch wegen der hohen Kosten nicht langfristig durchsetzen. Anders verhielt es sich mit dem Breitbildformat, das in den 1950er Jahren allmählich das nahezu quadratische 35-mm-Academy-Format ablöste. Ein Extrembeispiel ist die im September 1952 veröffentlichte Cinerama-Technologie: Die Filme wurden auf einer gewölbten Leinwand mit 146° horizontalem Blickwinkel gezeigt. Das Format konnte sich wegen der aufwendigen Aufführung mit drei synchronisierten Projektoren jedoch langfristig nicht gegen anamorphotische Breitbildformate wie CinemaScope durchsetzen.
Auch auf der Tonebene sollte das Publikum das Gefühl bekommen, sich mitten im Geschehen zu befinden: Mehrkanalton mit dem Magnettonverfahren kam jedoch hauptsächlich in großen Breitbildproduktionen zum Einsatz. Die breite Masse der Kinos war in den 1950er Jahren nicht bereit, in die Umrüstung ihrer Säle auf das neue Tonverfahren zu investieren.

### Neue inhaltliche und stilistische Freiheiten
Die Lockerung der Zensurbestimmungen in der Nachkriegszeit ermöglichten Filmemachern, gewagtere Themen zu behandeln. Wie Alfred Hitchcock Sex und Gewalt in Psycho nutzte, um das Publikum zu fesseln, war 1960 noch skandalös, wurde im Laufe des Jahrzehnts jedoch immer mehr zum Mainstream. Während sich Hollywood thematisch öffnete, blieb der Erzählstil jedoch zunächst unverändert. Erst der Einfluss des europäischen Kunstfilms führte zu Werken, die die althergebrachten Erzähltechniken durch nur locker verknüpften Erzählstränge und vielschichtige Protagonisten unterliefen. Ein Spiel mit und eine Neuformulierung von Genrekonventionen kennzeichnet diese Zeit, zum Beispiel in den Western von Sam Peckinpah.

### New Hollywood und der moderne Blockbuster
Eine neue Generation von Filmemachern, die größtenteils von den Filmhochschulen kamen und deren Werke später als New Hollywood bezeichnet wurden, machte Ende der 1960er Jahre mit Werken wie Bonnie and Clyde, The Graduate, The Wild Bunch und Easy Rider auf sich aufmerksam, in denen sie neue Erzähl- und Darstellungsformen erprobten. Die sogenannten movie brats (etwa: Film-Bälger) zu denen unter anderem Steven Spielberg, George Lucas und Francis Ford Coppola gehörten, begannen ihre Karriere beim Fernsehen oder mit Exploitation-Filmen. Erst als sie Anfang und Mitte der 1970er Jahre mit Der Pate, American Graffiti und Der weiße Hai große Erfolge feierten, konnten sie sich endgültig gegen die Konventionen der althergebrachten Filmindustrie durchsetzen. Diese erkannte nun, wie sie eine Zuschauer-Generation, die mit den billigen Genre-Filmen Roger Cormans in den Auto- und Programmkinos aufgewachsen war, wieder in die großen Kinos locken konnte: Die Kassenschlager der folgenden Jahre und Jahrzehnte waren Exploitation-Filme mit Multi-Millionen-Dollar-Budgets, ohne die technischen Unzulänglichkeiten ihrer Vorbilder, aber auch ohne deren Ecken und Kanten.

### Deutsch
- Kenneth Anger: Hollywood Babylon, Reinbek bei Hamburg: Rowohlt-Taschenbuch-Verlag, 1999
- Helmut G. Asper: ‘Etwas Besseres als den Tod …’. Filmexil in Hollywood: Porträts, Filme, Dokumente. Schüren 2002, ISBN 3-89472-362-9.
- Elisabeth Bronfen, Norbert Grob (Hrsg.): Classical Hollywood. Philipp Reclam jun., Stuttgart 2013, ISBN 978-3-15-019015-9. (Filme von 1929 bis 1960)
- Peter Bürger: Kino der Angst. Terror, Krieg und Staatskunst aus Hollywood. Schmetterling Verlag; Auflage: 2., durchges. u. erw. Aufl. 2006, ISBN 3-89657-472-8.
- Hollywood hybrid. Genre und Gender im zeitgenössischen Mainstream-Film, hg. von Claudia Liebrand, Schüren Presseverlag 2003
- Neal Gabler: Ein eigenes Reich. Wie jüdische Emigranten Hollywood erfanden. Berlin Verlag 2004, ISBN 3-8270-0353-9.
- Ronald Haver: David O. Selznick’s Hollywood. München 1982.
- Michaela Krützen: Dramaturgie des Films. Wie Hollywood erzählt. Frankfurt am Main, Fischer TB, 2004, ISBN 3-596-16021-9.
- Paul Werner, Uta van Steen: Rebellin in Hollywood – 13 Porträts des Eigensinns. Münster 1987
- Slavoj Žižek: Lacan in Hollywood. Turia & Kant 2000, ISBN 3-85132-276-2.

### Englisch
Hollywood
- Christopher Ames: Movies about the movies: Hollywood reflected. University Press of Kentucky, 1997
- Ward Churchill: Fantasies of the Master Race: Literature, Cinema, and the Colonization of American Indians: Literature, Cinema and the Colonization of American Indians. City Lights Books., U.S., 1998, ISBN 0-87286-348-4.
- Peter Cowie (Hrsg.): Hollywood 1920–1970. South Brunswick / New York / London 1977.
- George F. Custen: Twentieth Century’s Fox: Darryl F. Zanuck and the Culture of Hollywood. Basic Books, New York 1997, ISBN 0-465-07619-X.
- David Bordwell, Janet Staiger, Kristin Thompson: The Classical Hollywood Cinema. Columbia University Press, New York 1985
- Alan Taylor: We, the media …, genre, star system, representation of news journalism, media mergers, 1976–1999. Peter Lang, 2005, ISBN 3-631-51852-8, S. 418.
- Steven Alan Carr: Hollywood and anti-semitism: a cultural history up to World War II. Cambridge Univ. Press, 2001
- Gene Fernett: American Film Studios: An Historical Encyclopedia. McFarland, Jefferson, NC 1988, ISBN 0-7864-1325-5.
- Otto Friedrich: City of Nets: A Portrait of Hollywood in the 1940s. Harper & Row, New York 1986, ISBN 0-06-015626-0.
- Neal Gabler: An empire of their own: how the Jews invented Hollywood. Crown Publishers, New York 1988.
- Molly Haskell: From reverence to rape the treatment of women in the movis. 2. Auflage. University of Chicago Press, Chicago 1987.
- Stanlay Hochman (Hrsg.): A Library of Film Criticism – Amerikan Film Directors. New York 1974.
- Mick LaSalle: Complicated Women: Sex and Power in Pre-Code Hollywood. St. Martin’s Press, New York 2000, ISBN 0-312-25207-2.
- Ethan Mordden: The Hollywood Studios: House Style in the Golden Age of the Movies. Alfred A. Knopf, New York 1988, ISBN 0-394-55404-3.
- Stephen Prince: A new pot of gold: Hollywood under the electronic rainbow, 1980–1989 (= History of the American cinema. vol. 10). New York: Scribner u. a. 2000.
- Vincent F. Rocchio: Reel Racism: Confronting Construction of Afro-American Culture. Westview Press, 2000.
- Peter C. Rollins (Hrsg.): Hollywood’s Indian: the portrayal of the Native American in film. Univ. Press of Kentucky, 1998.
- Marjorie Rosen: Popcorn Venus: Women, Movies & the American Dream. Coward, McCann & Geoghegan, New York 1973, ISBN 0-698-10545-1.
- Steven J. Ross: Working class Hollywood: silent film and the shaping of class in America. Princeton University Press, 1998.
- Jean Rouverol: Refugees from Hollywood: a journal of the blacklist years. University of New Mexico Press, 2000.
- Kerry Segrave: American television abroad: Hollywood’s attempt to dominate world television. McFarland, 1998.
- Dawn B. Sova: Women in Hollywood: from vamp to studio head. Fromm International Publ., New York 1998.
- John Trumpbour: Selling Hollywood to the World: U.S. and European Struggles for Mastery of the Global Film Industry 1920–1950. Cambridge University Press, 2002.
- Eileen Whitfield: Pickford: the woman who made Hollywood. Macfarlane Walter & Ross, 1997.

Experimentalfilm
- Lauren Rabinovitz: Points of resistance: women, power & politics in the New York avant-garde cinema, 1943–71. 2. Auflage. University of Illinois Press, 2003.
- P. Adams Sitney: Visionary Film: The American Avant-Garde 1943–1978. 2. Auflage. Oxford University Press, 1979.

Dokumentarfilm
- Bill Nichols: Newsreel: documentary filmmaking on the American left. Arno Pr., New York 1980.
- Janet K. Cutler, Phyllis Rauch Klotman (Hrsg.): Struggles for Representation: African American Documentary Film and Video. Indiana University Press, 2000.

Independent film
- Peter Biskind: Down and Dirty Pictures: Miramax, Sundance and the Rise of Independent Film. Bloomsbury, 2005.
- Greg Merritt: Celluloid Mavericks: A History of American Independent Film. Thunder’s Mouth Press, 2001.